# Coppa delle Coppe 2006-2007 (calcio a 5)
La Coppa delle Coppe 2006-2007 è stata la quinta edizione del torneo continentale organizzato dalla LNFS, riservato ai club di calcio a 5 europei vincitori delle rispettive coppe nazionali, nella precedente stagione.

## Turno preliminare

### Gruppo A
| Squadra                   | P.ti | G | V | N | P | GF | GS | DR |
| ------------------------- | ---- | - | - | - | - | -- | -- | -- |
| Aqtöbe                    | 6    | 2 | 2 | 0 | 0 | 6  | 2  | +4 |
| Orkan Zagabria            | 3    | 2 | 1 | 0 | 1 | 9  | 5  | +4 |
| Energoconstrucţia Craiova | 0    | 2 | 0 | 0 | 2 | 4  | 12 | -8 |

| Zrenjanin 7 dicembre 2006 | Energoconstrucţia Craiova | 3 – 8 | Orkan Zagabria | Medison Hall |

| Zrenjanin 8 dicembre 2006 | Orkan Zagabria | 1 – 2 | Aqtöbe | Medison Hall |

| Zrenjanin 9 dicembre 2006 | Energoconstrucţia Craiova | 1 – 4 | Aqtöbe | Medison Hall |

### Gruppo B
| Squadra           | P.ti | G | V | N | P | GF | GS | DR |
| ----------------- | ---- | - | - | - | - | -- | -- | -- |
| SAS Zrenjanin     | 4    | 2 | 1 | 1 | 0 | 8  | 4  | +4 |
| Kobarid           | 3    | 2 | 1 | 0 | 1 | 5  | 7  | -2 |
| Partizan Sarajevo | 1    | 2 | 0 | 1 | 1 | 3  | 5  | -2 |

| Zrenjanin 7 dicembre 2006 | SAS Zrenjanin | 6 – 2 | Kobarid | Medison Hall |

| Zrenjanin 8 dicembre 2006 | Kobarid | 3 – 1 | Partizan Sarajevo | Medison Hall |

| Zrenjanin 9 dicembre 2006 | SAS Zrenjanin | 2 – 2 | Partizan Sarajevo | Medison Hall |

### Finale
| Zrenjanin 10 dicembre 2006 | Aqtöbe | 8 – 2 | SAS Zrenjanin | Medison Hall |

## Fase finale

### Gruppo A
| Squadra          | P.ti | G | V | N | P | GF | GS | DR |
| ---------------- | ---- | - | - | - | - | -- | -- | -- |
| Benfica          | 4    | 2 | 1 | 1 | 0 | 11 | 8  | +3 |
| Spartak Ščëlkovo | 4    | 2 | 1 | 1 | 0 | 7  | 5  | +2 |
| Prone Lugo       | 0    | 2 | 0 | 0 | 2 | 7  | 12 | -5 |

| Santiago di Compostela 25 gennaio 2007 | Prone Lugo | 2 – 4 | Spartak Ščëlkovo | Multiusos Fontes do Sar |

| Santiago di Compostela 26 gennaio 2007 | Spartak Ščëlkovo | 3 – 3 | Benfica | Multiusos Fontes do Sar |

| Santiago di Compostela 27 gennaio 2007 | Prone Lugo | 5 – 8 | Benfica | Multiusos Fontes do Sar |

### Gruppo B
| Squadra   | P.ti | G | V | N | P | GF | GS | DR |
| --------- | ---- | - | - | - | - | -- | -- | -- |
| Santiago  | 4    | 2 | 1 | 1 | 0 | 10 | 3  | +7 |
| Luparense | 3    | 2 | 1 | 0 | 1 | 5  | 9  | -4 |
| Aqtöbe    | 1    | 2 | 0 | 1 | 1 | 3  | 6  | -3 |

| Santiago di Compostela 25 gennaio 2007 | Santiago | 2 – 2 | Aqtöbe | Multiusos Fontes do Sar |

| Santiago di Compostela 26 gennaio 2007 | Luparense | 4 – 1 | Aqtöbe | Multiusos Fontes do Sar |

| Santiago di Compostela 27 gennaio 2007 | Santiago | 8 – 1 | Luparense | Multiusos Fontes do Sar |

### Finale 5º posto
| Santiago di Compostela 28 gennaio 2007 | Prone Lugo | 4 – 2 | Aqtöbe | Multiusos Fontes do Sar |

### Finale 3º posto
| Santiago di Compostela 28 gennaio 2007 | Spartak Ščëlkovo | 3 – 7 | Luparense | Multiusos Fontes do Sar |

### Finale[1]
| Arbitri: | Edi Sunjic Ivan Novak |

| |            | |
| Saúl Olmo 21’ Miguel 28’ Carlinhos 43’ Serpa 44’ Betão 45’                                                  | Marcatori  | 19’ Zé Maria 39’ André Lima 44’ Luís Estrela |
| Juan Molina 13 Carlinhos 2 Saúl Olmo 4 César 7 Betão 8 Carlos Danieli 5 Alemão 10 Miguel 14 Serpa 11 Yoni ? | Formazioni | · 1 Bebé 32’ · 7 Zé Maria 3’ · 4 Pedro Costa · 5 André Lima · 10 Ricardinho · 2 Rogerio Vilela · 9 Gonçalo Alves · 16 Álex · 20 Luís Estrela · 21 João Marçal 42’ |
| Pulpis | Allenatori | João Pedro Ferreira |